# Hrobka Valdštejnů (Mnichovo Hradiště)
Hrobka Valdštejnů, také hrobka Waldsteinů nebo Waldstein-Wartenbergů, případně Valdštejnská či Waldsteinská hrobka je klasicistní hrobka hraběcího rodu Waldstein-Wartenbergů navazující na kapli sv. Anny v Mnichově Hradišti. V roce 1813 ji nechal postavit Arnošt Filip hrabě z Waldstein-Wartenbergu. Stavba je památkově chráněná jako součást komplexu bývalého kapucínského kláštera, je ve vlastnictví státu a spravuje ji Národní památkový ústav.

## Historie

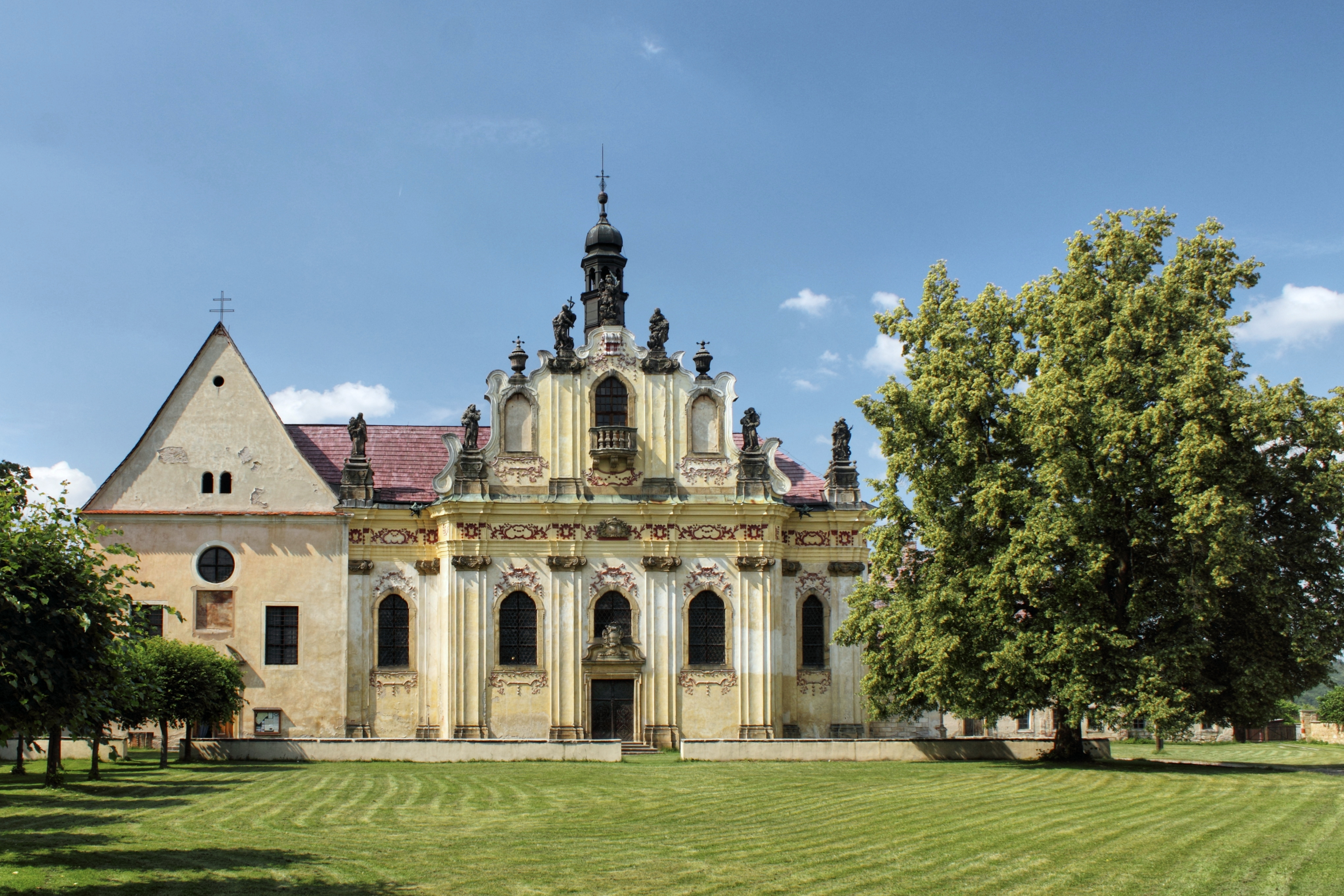
Kapucínský klášter v Mnichově Hradišti

Panství Mnichovo Hradiště se dostalo do majetku Waldsteinů v roce 1622, kdy zkonfiskované statky Václava Budovce z Budova (1551–1621) koupil císařský plukovník Albrecht z Waldsteinu (Valdštejna) (1583–1634).
Ke konci 17. století byl v těsné blízkosti mnichovohradišťského zámku Arnoštem Josefem z Waldsteinu (1654–1708) založen kapucínský klášter s kostelem svatých Tří králů. K němu byla v letech  1723–1724 přistavěna na náklady Marie Markéty Waldsteinové, rozené Czerninové z Chudenic (1689–1725) kaple sv. Anny.  Klášter byl v roce 1787 zrušen, o něco později budovy a pozemky koupil Arnošt Filip z Waldstein-Warternbergu (1764–1832).
Z iniciativy Arnošta Filipa z Waldstein-Wartenbergu byla v roce 1813 postavena předsíň, kterou se vstupovalo do podzemní hrobky.

## Architektura
Valdštejnská rodinná hrobka je klasicistní přístavek, který přiléhá na východní stranu presbytáře kaple sv. Anny. 
Drobná zděná stavba byla postavena na obdélném půdorysu. Edikulové průčelí tvoří dva páry toskánských sloupů na společných vysokých pravoúhlých soklech, které nad půlkruhově zaklenutým portálem vynášejí kladí s trojúhelníkovým štítem. Na vrcholu štítu je vztyčen kovaný kříž, zatímco v tympanonu (poli štítu) je umístěn plasticky vyvedený valdštejnský erb.  
Sedlovou střechu kryjí bobrovky. Boční fasády zdobí kvádrová rustika ohraničená lizénovým rámcem.

## Seznam pohřbených
V hrobce bylo pochováno devět osob. V tabulce figuruje i Jan Vincenc Ferrerius (1731–1797), který však nebyl pohřben ve Valdštejnské hrobce, nýbrž na hřbitově. Je vyznačen zeleně.

### Chronologicky podle data úmrtí
V tabulce jsou uvedeny základní informace o pohřbených. Fialově jsou vyznačeni příslušníci rodu Waldstein-Wartenbergů, žlutě jsou vyznačeny přivdané manželky, pokud zde byly pohřbeny. Červeně jsou vyznačeni majitelé panství, resp. statku Mnichovo Hradiště. První písemná zmínka o předcích je už z 12. století, kdy je k roku 1159 zaznamenán komorník druhého českého krále Vladislava I. Markvart. Zde jsou však generace počítány až od Zdeňka z Waldsteinu (1260 – asi 1304). U manželek je generace v závorce a týká se generace manžela. Děti jsou vypsány v poznámce u matky, avšak pokud byla matka pohřbena jinde, jsou děti uvedeny v poznámce u otce. Mnichovohradišťská rodová linie, kterou založil František Arnošt z Waldsteinu (1705–1748) žije dodnes.
| Po-řadí | Gene-race | Jméno pohřbeného                                                 | Datum a místo narození         | Otec                                                                                  | Datum a místo sňatku, choť                                                      | Pohřeb a uložení do hrobky                                        | Poznámky |
| Po-řadí | Gene-race | Jméno pohřbeného                                                 | Datum a místo úmrtí            | Matka                                                                                 | Datum a místo sňatku, choť                                                      | Pohřeb a uložení do hrobky                                        | Poznámky |
| ------- | --------- | ---------------------------------------------------------------- | ------------------------------ | ------------------------------------------------------------------------------------- | ------------------------------------------------------------------------------- | ----------------------------------------------------------------- | --- |
| 1.      | 16.       | Vincenc z Waldstein-Wartenbergu                                  | 17. 6. 1731 Vídeň              | František Arnošt z Waldsteinu 19. 7. 1705 Praha – 14. 9. 1748 Mnichovo Hradiště       | Žofie ze Sternbergu 11. 6. 1738 Vídeň – 16. 1. 1803 Praha                       | Pohřben na hřbitově u zdi kostela sv. Jakuba v Mnichově Hradišti. | V roce 1758 získal od Marie Terezie privilegium k užívání titulu pán z Wartenbergu. Majitel panství Mnichovo Hradiště, Bělá pod Bezdězem a Doksy a od roku 1775 seniorátu Třebíč. Narodily se mu následující děti: - 1. Marie Žofie (1760–1818) - 2. Leopoldina Františka, provd. Auerspergová (1761–1846; pohřbena ve Vlašimi) - 3. Marie Josefa (1762–1841) - 4. Arnošt Filip (1764–1832; č. 3) - 5. Karolina Kristina Bedřiška, provd. Daun-Theano a pak L'Hoste de Beaulieu (1766–1844) - 6. Josefa (1768–?) - 7. Emanuel František (1770–1803) - 8. Josef Vincenc (1773–1799) - 9. Kunhuta (1775–1786) |
| 1.      | 16.       | Vincenc z Waldstein-Wartenbergu                                  | 10. 4. 1797 Třebíč             | Marie Alžběta z Fürstenbergu 28. 2. 1703 – 22. 1. 1767 Praha                          | Žofie ze Sternbergu 11. 6. 1738 Vídeň – 16. 1. 1803 Praha                       | Pohřben na hřbitově u zdi kostela sv. Jakuba v Mnichově Hradišti. | V roce 1758 získal od Marie Terezie privilegium k užívání titulu pán z Wartenbergu. Majitel panství Mnichovo Hradiště, Bělá pod Bezdězem a Doksy a od roku 1775 seniorátu Třebíč. Narodily se mu následující děti: - 1. Marie Žofie (1760–1818) - 2. Leopoldina Františka, provd. Auerspergová (1761–1846; pohřbena ve Vlašimi) - 3. Marie Josefa (1762–1841) - 4. Arnošt Filip (1764–1832; č. 3) - 5. Karolina Kristina Bedřiška, provd. Daun-Theano a pak L'Hoste de Beaulieu (1766–1844) - 6. Josefa (1768–?) - 7. Emanuel František (1770–1803) - 8. Josef Vincenc (1773–1799) - 9. Kunhuta (1775–1786) |
| 2.      | (17.)     | Marie Antonie Des Fours                                          | 10. 5. 1772 Praha              | František Antonín I. Des Fours 23. 6. 1730 Praha – 25. 3. 1822 Hrubý Rohozec          | 20. 9. 1789 zámek Kozel u Šťáhlav: Arnošt Filip z Waldstein-Warternbergu (č. 3) | Pohřbena 5. 1. 1813.                                              | Narodily se jí následující děti: - 1. Vincent (1791–1793) - 2. Kristián Vincenc (1794–1858; č. 5) - 3. Antonie Žofie (1800–1801) |
| 2.      | (17.)     | Marie Antonie Des Fours                                          | 1. 1. 1813 Praha               | Marie Antonie Czerninová z Chudenic 29. 7. 1744 Praha – 16. 11. 1805 Praha            | 20. 9. 1789 zámek Kozel u Šťáhlav: Arnošt Filip z Waldstein-Warternbergu (č. 3) | Pohřbena 5. 1. 1813.                                              | Narodily se jí následující děti: - 1. Vincent (1791–1793) - 2. Kristián Vincenc (1794–1858; č. 5) - 3. Antonie Žofie (1800–1801) |
| 3.      | 17.       | Arnošt Filip z Waldstein-Warternbergu                            | 26. 10. 1764 Mnichovo Hradiště | Vincenc z Waldstein-Wartenbergu (č. 1)                                                | 20. 9. 1789 zámek Kozel u Šťáhlav: Marie Antonie Des Fours (č. 2)               | Pohřben 17. 8. 1832 v rodinné hrobce.                             | C. k. komoří a tajný rada, podplukovník v armádě, komandér C. k. rakouského Leopoldova řádu, rytíř Maltézského řádu, nejvyšší dědičný kráječ Českého království, majitel panství Mnichovo Hradiště, Bělá pod Bezdězem, Kuřívody, Doksy, Nový Berštejn a seniorátní panství Třebíč na Moravě. Zemřel na žaludeční křeče. |
| 3.      | 17.       | Arnošt Filip z Waldstein-Warternbergu                            | 13. 8. 1832 Mariánské Lázně    | Žofie ze Sternbergu 11. 6. 1738 Vídeň – 16. 1. 1803 Praha                             | 1815: Arnoštka Zuzana Breunnerová 11. 8. 1784 – 27. 8. 1849                     | Pohřben 17. 8. 1832 v rodinné hrobce.                             | C. k. komoří a tajný rada, podplukovník v armádě, komandér C. k. rakouského Leopoldova řádu, rytíř Maltézského řádu, nejvyšší dědičný kráječ Českého království, majitel panství Mnichovo Hradiště, Bělá pod Bezdězem, Kuřívody, Doksy, Nový Berštejn a seniorátní panství Třebíč na Moravě. Zemřel na žaludeční křeče. |
| 4.      | (19.)     | Anna Marie ze Schwarzenbergu (z orlické větve rodu)              | 20. 2. 1830 Praha              | Karel II. ze Schwarzenbergu 21. 1. 1802 Vídeň – 25. června 1858 Vídeň                 | 14. 5. 1848 Praha: Arnošt František z Waldstein-Wartenbergu (č. 8)              | Pohřbena v hraběcí hrobce 15. 2. 1849.                            | Narodil se jí syn: - Arnošt Karel (1849–1913; pohřben v pohřební kapli Povýšení sv. Kříže ve Šťáhlavech) |
| 4.      | (19.)     | Anna Marie ze Schwarzenbergu (z orlické větve rodu)              | 11. 2. 1849 Praha              | Josefina Marie Wratislavová z Mitrowicz 16. 4. 1802 Praha – 17. 4. 1881 Praha         | 14. 5. 1848 Praha: Arnošt František z Waldstein-Wartenbergu (č. 8)              | Pohřbena v hraběcí hrobce 15. 2. 1849.                            | Narodil se jí syn: - Arnošt Karel (1849–1913; pohřben v pohřební kapli Povýšení sv. Kříže ve Šťáhlavech) |
| 5.      | 18.       | Kristián Vincenc z Waldstein-Vartenbergu                         | 2. 1. 1794 Praha               | Arnošt Filip z Waldstein-Warternbergu (č. 3)                                          | 14. 5. 1817 Praha: Marie Františka z Thun-Hohensteinu (č. 6)                    | Pohřben 27. 12. 1858.                                             | C. k. komoří a tajný rada, nejvyšší dědičný kráječ Českého království, nositel velkokříže C. k. rakouského Leopoldova řádu, vojenského kříte a kříže královské české gardy, rytíř Maltézského řádu, prezident Českého stavovského muzea a lesnického spolku, majitel panství (po roce 1848 statků) Mnichovo Hradiště, Bělá pod Bezdězem, Kuřívody, Doksy, Nový Berštejn, Dubá, Šťáhlavy, Nebílovy, Chocenice, Veselí v Čechách, Třebíč na Moravě, Boros-Sebes, Monyásza, Ravna a Szelezsany v Uhrách. Zemřel na seslabení následkem vnitřního krvotoku.                                                     |
| 5.      | 18.       | Kristián Vincenc z Waldstein-Vartenbergu                         | 24. prosince 1858 Praha        | Marie Antonie Des Fours (č. 2)                                                        | 14. 5. 1817 Praha: Marie Františka z Thun-Hohensteinu (č. 6)                    | Pohřben 27. 12. 1858.                                             | C. k. komoří a tajný rada, nejvyšší dědičný kráječ Českého království, nositel velkokříže C. k. rakouského Leopoldova řádu, vojenského kříte a kříže královské české gardy, rytíř Maltézského řádu, prezident Českého stavovského muzea a lesnického spolku, majitel panství (po roce 1848 statků) Mnichovo Hradiště, Bělá pod Bezdězem, Kuřívody, Doksy, Nový Berštejn, Dubá, Šťáhlavy, Nebílovy, Chocenice, Veselí v Čechách, Třebíč na Moravě, Boros-Sebes, Monyásza, Ravna a Szelezsany v Uhrách. Zemřel na seslabení následkem vnitřního krvotoku.                                                     |
| 6.      | (18.)     | Marie Františka z Thun-Hohensteinu                               | 21. 8. 1793 Prčice             | Antonín Josef z Thun-Hohensteinu 16. 12. 1754 Praha – 2. 4. 1840 Poběžovice           | 14. 5. 1817 Praha: Kristián Vincenc z Waldstein-Vartenbergu (č. 5)              | Pohřbena 23. 1. 1861.                                             | Dáma Řádu hvězdového kříže a palácová dáma. Zemřela na ochrnutí plic. Narodily se jí následující děti: - 1. Antonie Žofie Arnoštka (1818–1887) - 2. Tekla Aloisie Tereza (*/† 1819; pohřbena v pohřební kapli Povýšení sv. Kříže ve Šťáhlavech) - 3. Arnošt František (1821–1904; č. 8) - 4. Josef Arnošt (1824–1902) - 5. Gabriela, provd. Rohanová (1827–1890; pohřbena v Rohanské hrobce v Loukově) - 6. Arnoštka, provd. z Nostitz-Rokinitz (1829–1857; pohřbena v Rokytnici v Orlických horách) - 7. Františka (1831–1915) - 8. Aloisie (1832–1909)                                                    |
| 6.      | (18.)     | Marie Františka z Thun-Hohensteinu                               | 20. 1. 1861 Nový Bernštejn     | Marie Terezie Wratislavová z Mitrowicz 9. 3. 1766 Prčice – 21. 1. 1851 Praha          | 14. 5. 1817 Praha: Kristián Vincenc z Waldstein-Vartenbergu (č. 5)              | Pohřbena 23. 1. 1861.                                             | Dáma Řádu hvězdového kříže a palácová dáma. Zemřela na ochrnutí plic. Narodily se jí následující děti: - 1. Antonie Žofie Arnoštka (1818–1887) - 2. Tekla Aloisie Tereza (*/† 1819; pohřbena v pohřební kapli Povýšení sv. Kříže ve Šťáhlavech) - 3. Arnošt František (1821–1904; č. 8) - 4. Josef Arnošt (1824–1902) - 5. Gabriela, provd. Rohanová (1827–1890; pohřbena v Rohanské hrobce v Loukově) - 6. Arnoštka, provd. z Nostitz-Rokinitz (1829–1857; pohřbena v Rokytnici v Orlických horách) - 7. Františka (1831–1915) - 8. Aloisie (1832–1909)                                                    |
| 7.      | 21.       | Arnošt Osvald z Waldstein-Wartenbergu                            | 22. 2. 1874                    | Arnošt Karel z Waldstein-Wartenbergu 4. 2 1849 Praha – 28. 6. 1913 Brioni             |                                                                                 | Pohřben 1. 4. 1875.                                               | Zemřel na ochrnutí mozku ve věku 13 měsíců. |
| 7.      | 21.       | Arnošt Osvald z Waldstein-Wartenbergu                            | 29. 3. 1875 Praha              | Františka z Thun-Hohensteinu 3. 8. 1852 Žehušice – 24. 7. 1894 Karlovy Vary           |                                                                                 | Pohřben 1. 4. 1875.                                               | Zemřel na ochrnutí mozku ve věku 13 měsíců. |
| 8.      | 19.       | Arnošt František z Waldstein-Wartenbergu                         | 10. 10. 1821 Praha             | Kristián Vincenc z Waldstein-Vartenbergu (č. 5)                                       | 14. 5. 1848 Praha: Anna Marie ze Schwarzenbergu (č. 4)                          | Pohřben 4. 8. 1904 v rodinné hrobce.                              | C. k. komoří (1844) a tajný rada (1867), major v záloze, nejvyšší dědičný kráječ Českého království, dědičný člen rakouské Panské sněmovny, uherský magnát, rytíř Řádu zlatého rouna (1867), majitel majorátu Mnichovo Hradiště, Bělá pod Bezdězem, Doksy, Šťáhlavy a statků v Uhrách. |
| 8.      | 19.       | Arnošt František z Waldstein-Wartenbergu                         | 1. 8. 1904 Praha               | Marie Františka z Thun-Hohensteinu (č. 6)                                             | Marie Leopoldina ze Schwarzenbergu (č. 9)                                       | Pohřben 4. 8. 1904 v rodinné hrobce.                              | C. k. komoří (1844) a tajný rada (1867), major v záloze, nejvyšší dědičný kráječ Českého království, dědičný člen rakouské Panské sněmovny, uherský magnát, rytíř Řádu zlatého rouna (1867), majitel majorátu Mnichovo Hradiště, Bělá pod Bezdězem, Doksy, Šťáhlavy a statků v Uhrách. |
| 9.      | (19.)     | Marie Leopoldina ze Schwarzenbergu (z hlubocko-krumlovské větve) | 2. 11. 1833 Vídeň nebo Praha   | Jan Adolf II. ze Schwarzenbergu 22. 5. 1799 Vídeň – 15. září 1888 Hluboká nad Vltavou | 23. 6. 1851 Vídeň: Arnošt František z Waldstein-Wartenbergu (č. 8)              | Pohřbena 12. 2. 1909.                                             | Dáma Řádu hvězdového kříže (1857), palácová dáma a nositelka velkokříže Řádu Alžběty (1898). Majitelka velkostatku Stránov. Zemřela na ochrnutí srdce. Narodily se jí následující děti: - 1. Anna Eleonora (1853–1903) - 2. Marie Karolína (1854–1934) - 3. Gabriela Ida, provd. Neippergová (1857–1948; pohřbena na hřbitově v Massenbachhausenu) - 4. Kristiana Alžběta, provd. Thun-Hohenstein-Salm-Reifferschiedová (1859–1935; pohřbena vedle Valdštejnské kaple na hřbitově v Doksech) - 5. Karel (1861–1884) - 6. Adolf Arnošt (1868–1930; pohřben vedle Valdštejnské kaple na hřbitově v Doksech)   |
| 9.      | (19.)     | Marie Leopoldina ze Schwarzenbergu (z hlubocko-krumlovské větve) | 8. 2. 1909 Praha               | Eleonora z Liechtensteinu 25. 12. 1812 Vídeň – 27. 7. 1873 Třeboň                     | 23. 6. 1851 Vídeň: Arnošt František z Waldstein-Wartenbergu (č. 8)              | Pohřbena 12. 2. 1909.                                             | Dáma Řádu hvězdového kříže (1857), palácová dáma a nositelka velkokříže Řádu Alžběty (1898). Majitelka velkostatku Stránov. Zemřela na ochrnutí srdce. Narodily se jí následující děti: - 1. Anna Eleonora (1853–1903) - 2. Marie Karolína (1854–1934) - 3. Gabriela Ida, provd. Neippergová (1857–1948; pohřbena na hřbitově v Massenbachhausenu) - 4. Kristiana Alžběta, provd. Thun-Hohenstein-Salm-Reifferschiedová (1859–1935; pohřbena vedle Valdštejnské kaple na hřbitově v Doksech) - 5. Karel (1861–1884) - 6. Adolf Arnošt (1868–1930; pohřben vedle Valdštejnské kaple na hřbitově v Doksech)   |
| 10.     | 19.       | Františka z Waldstein-Wartenbergu                                | 25. 8. 1831 Praha              | Kristián Vincenc z Waldstein-Vartenbergu (č. 5)                                       |                                                                                 | Pohřbena 3. 2. 1915.                                              | Šlechtična nadačního ústavu U svatých Andělů v Praze. Zemřela ve věku 83 let na marasmus senilis. |
| 10.     | 19.       | Františka z Waldstein-Wartenbergu                                | 30. 1. 1915 Praha              | Marie Františka z Thun-Hohensteinu (č. 6)                                             |                                                                                 | Pohřbena 3. 2. 1915.                                              | Šlechtična nadačního ústavu U svatých Andělů v Praze. Zemřela ve věku 83 let na marasmus senilis. |

## Pochovaní v blízkém okolí

#### Ostatky Albrechta z Waldsteinu v kapli sv. Anny
V Mnichově Hradišti byli pochováni i další příslušníci rodu. V kapli svaté Anny byly uloženy ostatky nejznámějšího člena rodu Albrechta z Waldsteinu. Císařský vojevůdce byl zavražděn v Chebu v roce 1634. Původně byl pohřben ve Stříbře. Později se jeho ostatky dvakrát stěhovaly. V roce 1636 byly uloženy ve Valdicích. Tamní kartouza však byla v rámci josefinských reforem zrušena, a proto senior rodu Vincenc z Waldstein-Wartenbergu nechal jeho ostatky v roce 1785 převézt do kaple svaté Anny. Nacházely se za dřevěnými dvířky v neoznačeném hrobě. U příležitosti třísetletého výročí zavraždění Waldsteina v roce 1934 nechal majitel mnichovohradišťského velkostatku Karl Ernst Waldstein-Wartenberg (1897–1985) vyhotovit náhrobní  desku z červenorůžového sliveneckého  mramoru s bronzovým reliéfem vojevůdce, který vytvořil sochař Karl Kolaczek.
Z Valdic sem byly přesunuty také ostatky první Albrechtovy manželky, syna a ostatky některých Vartenberků.
V tabulce jsou základní údaje o zemřelých.
| Pořadí | Gene-race | Jméno pohřbeného                                               | Datum a místo narození           | Otec                                                           | Datum a místo sňatku, choť                                                       | Pohřeb a uložení do hrobky | Poznámky |
| Pořadí | Gene-race | Jméno pohřbeného                                               | Datum a místo úmrtí              | Matka                                                          | Datum a místo sňatku, choť                                                       | Pohřeb a uložení do hrobky | Poznámky |
| ------ | --------- | -------------------------------------------------------------- | -------------------------------- | -------------------------------------------------------------- | -------------------------------------------------------------------------------- | --- | --- |
| 11.    | (11.)     | Lukrécie Nekšovna z Landeku                                    | 1582/1584                        | Zikmund Nekš z Landeku † 1591                                  | Arkleb z Víckova † říjen 1608                                                    | Pohřbena ve Štípě (1614–1623), Radimi (1623 – asi 1632), Valdicích (asi 1632–1785) a od roku 1785 v Mnichově Hradišti.                                          | Vlastnila Vsetín, Lukov a Rymice. Její osobou vymřel rod Nekšů z Landeka po přeslici. |
| 11.    | (11.)     | Lukrécie Nekšovna z Landeku                                    | 23. 3. 1614                      | Mandalena Muchkovna z Bukova                                   | květen 1609: Albrecht z Waldsteinu (č. 13)                                       | Pohřbena ve Štípě (1614–1623), Radimi (1623 – asi 1632), Valdicích (asi 1632–1785) a od roku 1785 v Mnichově Hradišti.                                          | Vlastnila Vsetín, Lukov a Rymice. Její osobou vymřel rod Nekšů z Landeka po přeslici. |
| 12.    | 12.       | Albrecht Karel z Waldsteinu                                    | 22. 11. 1627                     | Albrecht z Waldsteinu (č. 13)                                  |                                                                                  | Původně pohřben v kostele Nanebevzetí Panny Marie v kartouze ve Valdicích.                                                                                      | Zemřel na vrozený syfilis. Jeho starší sestra Marie Alžběta (1625–1662) se provdala za Rudolfa z Kounic (1617–1664). |
| 12.    | 12.       | Albrecht Karel z Waldsteinu                                    | 12. 1. 1628                      | Isabela Kateřina z Harrachu 28. 9. 1601 – 23. 3. 1655 Zahrádky |                                                                                  | Původně pohřben v kostele Nanebevzetí Panny Marie v kartouze ve Valdicích.                                                                                      | Zemřel na vrozený syfilis. Jeho starší sestra Marie Alžběta (1625–1662) se provdala za Rudolfa z Kounic (1617–1664). |
| 13.    | 11.       | Albrecht z Waldsteinu (z hostinské větve, německy zvané Arnau) | 24. 9. 1583 Heřmanice u Jaroměře | Vilém IV. z Waldsteinu asi 1547 – 24. 2. 1595                  | květen 1609: Lukrécie Nekšovna z Landeku (č. 11)                                 | Pohřben v minoritském kostele sv. Máří Magdalény ve Stříbře, poté v kostele Nanebevzetí Panny Marie v kartouze ve Valdicích a od roku 1785 v Mnichově Hradišti. | Vojevůdce a politik, vévoda meklenburský (1628–1631), kníže (1623) a od roku 1627 vévoda frýdlantský, kníže hlohovský (od roku 1632 jako náhrada za Meklenbursko), kníže (1627) a od roku 1628 vévoda zaháňský, říšský hrabě (1622), vladař Domu valdštejnského a frýdlantského (od 1622), vedle Jana Tserclaese Tillyho nejvyšší velitel (generalissimus) císařsko-ligistických vojsk během třicetileté války, generál Oceánského a Baltského moře (1628). |
| 13.    | 11.       | Albrecht z Waldsteinu (z hostinské větve, německy zvané Arnau) | 25. 2. 1634 Cheb                 | Markéta Smiřická ze Smiřic 1557 – 22. 7. 1593                  | 9. 6. 1623 Vídeň: Isabela Kateřina z Harrachu 28. 9. 1601 – 23. 3. 1655 Zahrádky | Pohřben v minoritském kostele sv. Máří Magdalény ve Stříbře, poté v kostele Nanebevzetí Panny Marie v kartouze ve Valdicích a od roku 1785 v Mnichově Hradišti. | Vojevůdce a politik, vévoda meklenburský (1628–1631), kníže (1623) a od roku 1627 vévoda frýdlantský, kníže hlohovský (od roku 1632 jako náhrada za Meklenbursko), kníže (1627) a od roku 1628 vévoda zaháňský, říšský hrabě (1622), vladař Domu valdštejnského a frýdlantského (od 1622), vedle Jana Tserclaese Tillyho nejvyšší velitel (generalissimus) císařsko-ligistických vojsk během třicetileté války, generál Oceánského a Baltského moře (1628). |

#### Řádová hrobka kapucínů v Mnichově hradišti
| Pořadí | Gene-race | Jméno pohřbeného                             | Datum a místo narození       | Otec                                                                              | Datum a místo sňatku, choť                                                                      | Pohřeb a uložení do hrobky                                 | Poznámky |
| Pořadí | Gene-race | Jméno pohřbeného                             | Datum a místo úmrtí          | Matka                                                                             | Datum a místo sňatku, choť                                                                      | Pohřeb a uložení do hrobky                                 | Poznámky |
| ------ | --------- | -------------------------------------------- | ---------------------------- | --------------------------------------------------------------------------------- | ----------------------------------------------------------------------------------------------- | ---------------------------------------------------------- | --- |
| 14.    | 15.       | František Josef Jiří z Waldstein-Wartenbergu | 24. 4. 1709 Praha            | František Josef z Waldsteinu 25. 10. 1680 Mnichovo Hradiště – 24. 2. 1722 Praha   | 24. 4. 1729 Vídeň: Marie Františka z Trauttmansdorffu 27. 4. 1704 Litomyšl – 12. 10. 1757 Praha | Pohřben v roce 1771 v mnichovohradišťské klášterní kryptě. | Zakladatel duchcovsko-litomyšlské linie rodu, která vymřela po meči v roce 1901. Majitel panství Hrubá Skála, Komorní Hrádek a od roku 1731 Duchcov–Horní Litvínov. Manželka zdědila Litomyšl. V roce 1760 vstoupil do kapucínského řádu a přijal řeholní jméno Jan. Nejprve pobýval v klášteře v Českých Budějovicích, od roku 1764 v Mnichově Hradišti. |
| 14.    | 15.       | František Josef Jiří z Waldstein-Wartenbergu | 2. 2. 1771 Mnichovo Hradiště | Marie Markéta Czerninová z Chudenic 1. 12. 1687 Vídeň – 4. 7. 1728 Komorní Hrádek | 24. 4. 1729 Vídeň: Marie Františka z Trauttmansdorffu 27. 4. 1704 Litomyšl – 12. 10. 1757 Praha | Pohřben v roce 1771 v mnichovohradišťské klášterní kryptě. | Zakladatel duchcovsko-litomyšlské linie rodu, která vymřela po meči v roce 1901. Majitel panství Hrubá Skála, Komorní Hrádek a od roku 1731 Duchcov–Horní Litvínov. Manželka zdědila Litomyšl. V roce 1760 vstoupil do kapucínského řádu a přijal řeholní jméno Jan. Nejprve pobýval v klášteře v Českých Budějovicích, od roku 1764 v Mnichově Hradišti. |